# 中阳乡
中阳乡，是中华人民共和国山西省忻州市原平市下辖的一个乡镇级行政单位。

## 行政区划
中阳乡下辖以下地区：
中阳村、大狼沟村、安庄村、东李家庄村、西李家庄村、孙家庄村、临河村、大阳村、中庄村、西荣村、南头村、金庄村、井沟村、现峪村、石盆村、史家岗村、上木章村、下木章村、上神头村、下神头村、辛章村、练家岗村、上封村、峙峪村和南神头村。